# Castillo de Vittskövle
El Castillo de Vittskövle   (en sueco: Vittskövle slott o también Widtskövle slott) es una propiedad en el municipio de Kristianstad, Escania, Suecia. Es uno de los castillos Renacentistas mejor conservados en los países nórdicos.

## Historia
Durante los últimos años de la Edad Media, la propiedad perteneció al Arzobispado de Lund. El edificio principal fue erigido por Jens Brahe (ca. 1500-1560) en el siglo XVI como estructura de defensa. Fue completado en 1577. En el siglo XVIII, se incendió la torre noroeste y fue construida la aguja en estilo romántico medieval. El parque y jardines fueron construidos principalmente por Adolf Fredrik Barnekow (1744–87). 
A principios del siglo XIX, el castillo fue nuevamente decorado con murales y pinturas en los techos por el pintor sueco Christian Laurentius Gernandt (1765-1825). Vittskövle a pertenecido a miembros de la familia Stjernswärd desde 1837.